# 利森瑟費訥科格爾山

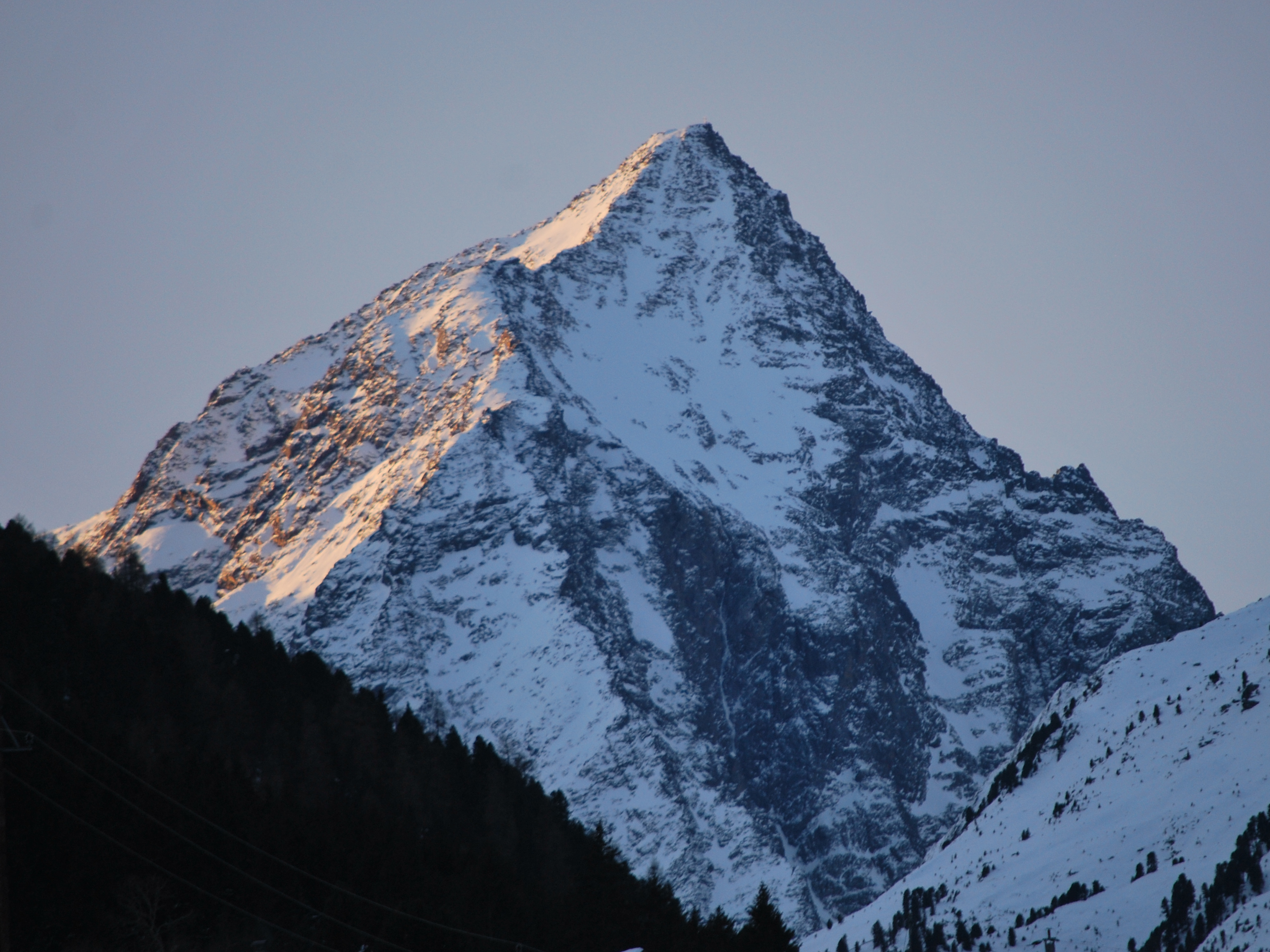

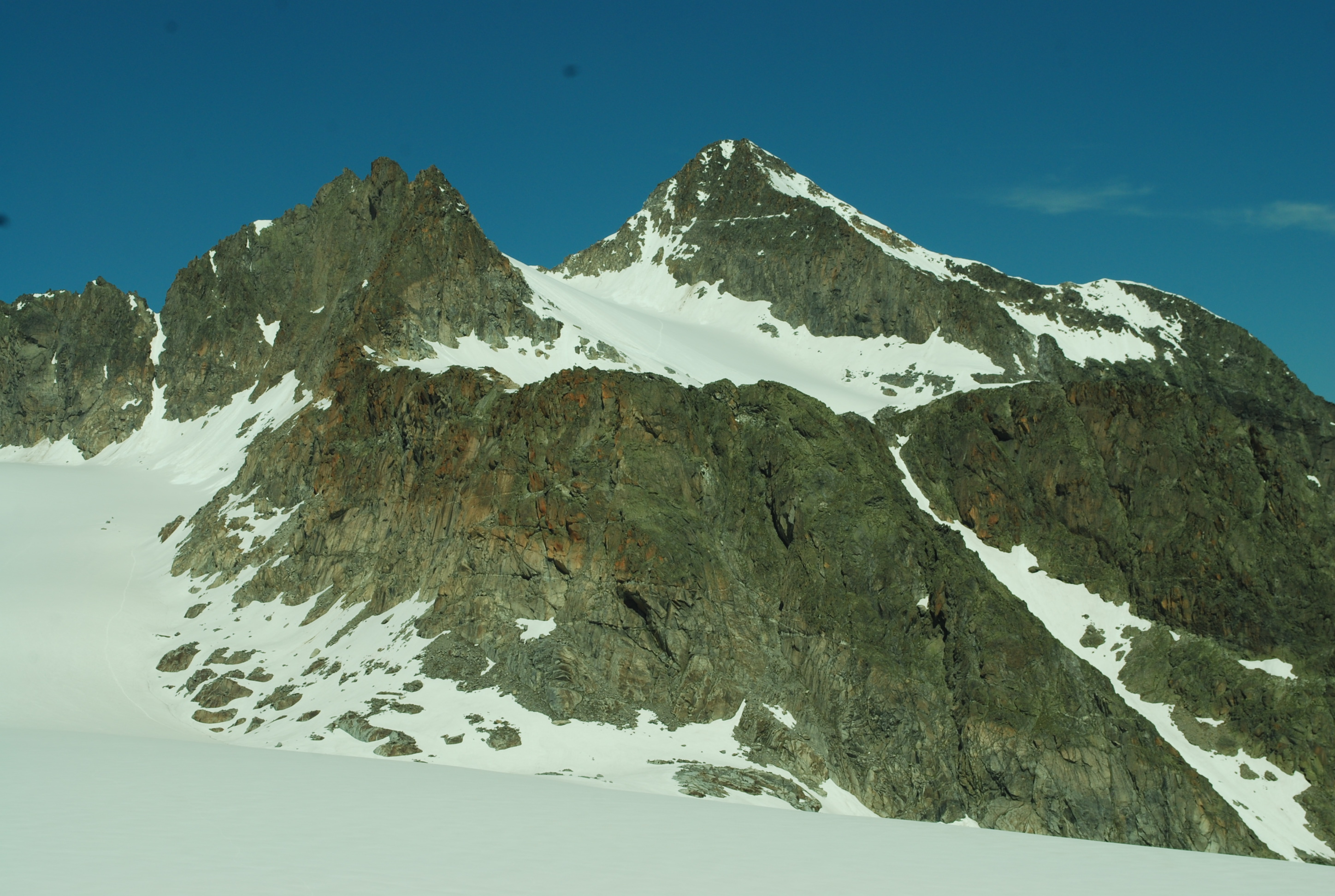

47°05′N 11°06′E / 47.083°N 11.100°E
利森瑟費訥科格爾山（德語：Lüsener Fernerkogel），是奥地利的山峰，位於該國西部，由蒂羅爾州負責管轄，屬於斯圖拜阿爾卑斯山脈的一部分，海拔高度3,298米，每年平均降雨量1,666毫米。